# Ранішні фантазії
«Ра́нішні фанта́зії» — картина іспанського художника Сальвадора Далі, написана у 1932 році. Знаходиться в Музеї Сальвадора Далі у Сент-Пітерсбургу, США.

## Опис
Далі знаходить бездоганну точність в трактуванні форм, він ясно віддає собі звіт в силі впливу кожного елементу, який включає в свої композиції. Тому він і блукає серед скель, відшукуючи різноманітні перспективні рішення, щоб зобразити щось ніби могильника, місткого і затишного, в якому покоїться ніжна матерія, яка випромінює сяйво, що створює енергетичні поля. А навколо — нескінченно малі елементи життя, що укорінюються в скелях.